# Tema, Ghana
Tema   este un oraș  în  partea de sud-est a Ghanei,  în regiunea  Marea Accra. Port la Golful Guineei.

## Personalități născute aici
- Ben Acquah (n. 1974), fotbalist, care a jucat și la FC Argeș Pitești.